# Barone Vivian
Barone Vivian è un titolo nobiliare inglese, che rende Pari del Regno Unito.

## Storia
Barone Vivian, di Glynn e di Truro nella contea di Cornovaglia è un titolo della Parìa del Regno Unito. Esso venne creato nel 1841 per il militare Sir Hussey Vivian, I baronetto, il quale era già stato creato Baronetto di Truro nel 1828. Il suo figlio primogenito legittimo, il secondo barone, fu rappresentante di Bodmin alla camera dei comuni e prestò servizio come Lord Luogotenente di Cornovaglia. Il figlio di questi, il terzo barone, prestò servizio come ambasciatore in Italia dal 1891 al 1893. Il pronipote di questi, il sesto barone, fu soldato e membro del partito conservatore alla camera dei Lords. Lord Vivian fu uno dei nobili ai quali venne permesso di rimanere tra i pari ereditari dopo il passaggio del House of Lords Act 1999. Egli venne succeduto da suo figlio, il VII barone, attuale detentore del titolo.
Sir Robert Vivian, figlio illegittimo del primo barone, fu anch'egli un soldato valente. Altro membro rilevante della famiglia fu Henry Vivian, I barone Swansea, nipote del primo barone.

## Baroni Vivian (1841)
- (Richard) Hussey Vivian, I barone Vivian (1775–1842)
- Charles Crespigny Vivian, II barone Vivian (1808–1886)
- Hussey Crespigny Vivian, III barone Vivian (1834–1893)
- George Crespigny Brabazon Vivian, IV barone Vivian (1878–1940)
- Anthony Crespigny Claude Vivian, V barone Vivian (1906–1991)
- Nicholas Crespigny Lawrence Vivian, VI barone Vivian (1935–2004)
- Charles Crespigny Hussey Vivian, VII barone Vivian (n. 1966)